# Erwin Wißmann
Erwin Wißmann (* 20. Juni 1895 in Gießen; † 13. März 1967 in Darmstadt) war ein deutscher evangelischer Pfarrer und Mitglied der Kirchenleitung der Evangelischen Kirche in Hessen und Nassau. 

## Leben
Nach dem Abitur absolvierte Erwin Wißmann ein Theologiestudium an den Universitäten in Tübingen, Heidelberg und Gießen, wo er 1924 mit der Dissertation Das Verhältnis von pistis und Christusfrömmigkeit bei Paulus zum lic. theol. promovierte. Den Ersten Weltkrieg erlebte er als Kriegsfreiwilliger und hatte zuletzt den Rang eines Leutnants. 1922 wurde er ordiniert und in den evangelischen Gemeinden Nidda, Griesheim und Wenigs als Pfarrer eingesetzt. 1928 trat er die Stelle als Studienrat und  Dozent für Religion am Pädagogischen Institut Darmstadt an. Später kam er zum Pädagogischen Institut Mainz und hatte einen Lehrstuhl an den Hochschulen für Lehrerbildung in Friedberg, Darmstadt und Marburg.

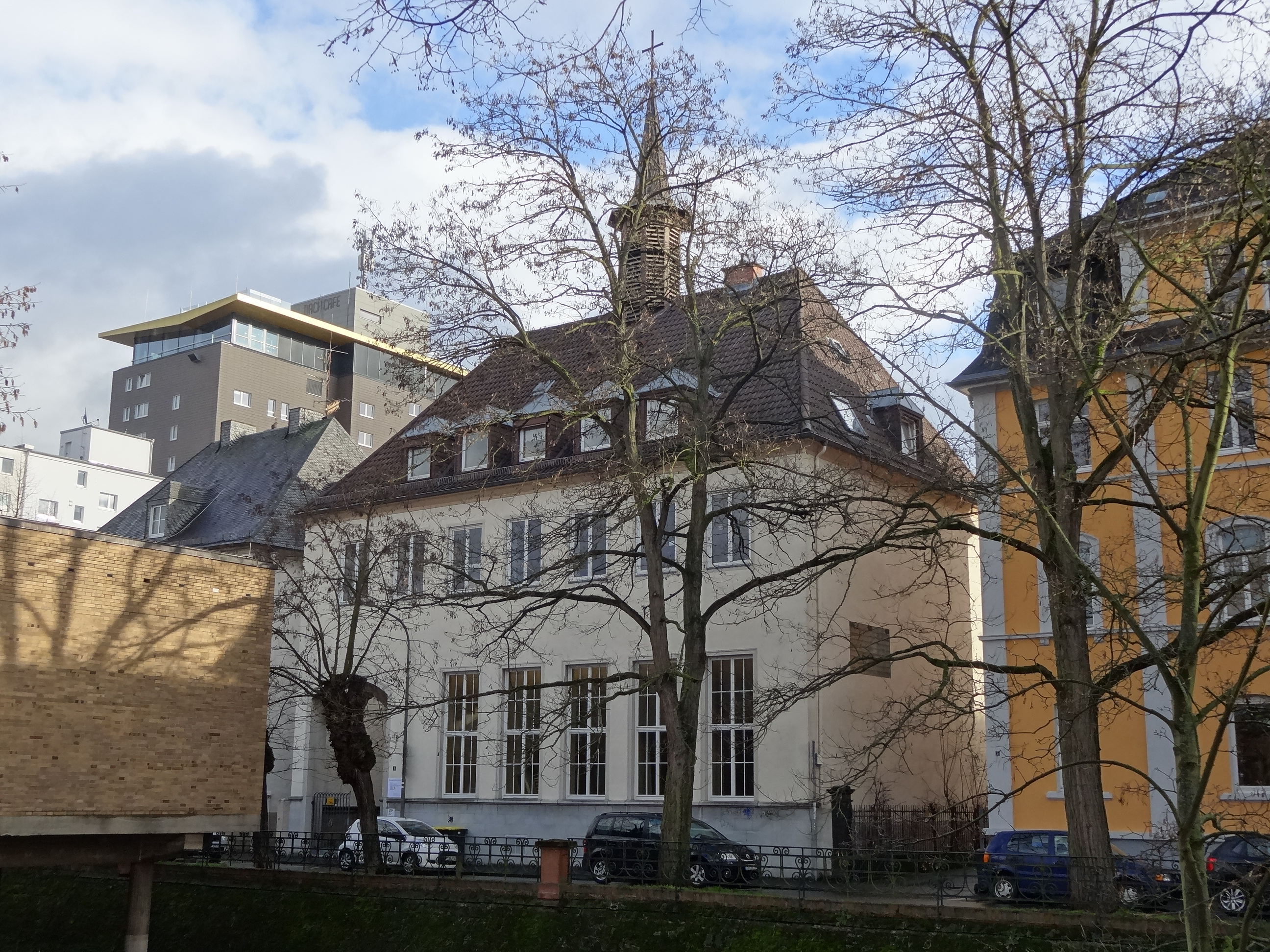
St. Lukas in Gießen

Nach Beendigung des Lehrauftrags im Jahre 1938 wurde Wißmann Pfarrer von St. Lukas in Gießen. Seine Tätigkeit wurde durch den Kriegsdienst von 1939 bis 1945 unterbrochen und dauerte bis 1947, als er von der verfassungsgebenden Synode zum Oberkirchenrat der Evangelischen Kirche in Hessen und Nassau gewählt und mit dem Aufbau des Schulreferats der Kirchenverwaltung beauftragt wurde. 1950 wurde er als Oberkirchenrat wiedergewählt und 1958 folgte die erneute Wiederwahl.
Zum 1. Oktober 1964 trat Wißmann in den Ruhestand.

### Schriften (Auswahl)
- Religionspädagogik bei Schleiermacher. Töpelmann, Gießen 1934.
- Mit Sofie Wißmann: Im Ring der heiligen Nächte. Weihnachtsgeschichten. Salzer, Heilbronn 1937.
- Die Bergpredigt und die Gleichnisse Jesu im Unterricht. Töpelmann, Berlin 1939 (Digitalisat)
- Katechismusunterricht nach Luthers Kleinem und Großem Katechismus [1. - 5. Hauptstück]. 2. Aufl. Töpelmann, Berlin 1947.
- Der evangelische Religionsunterricht in der Sonderschule für Lernbehinderte. Marhold, Berlin-Charlottenburg 1966; 2. Aufl. 1968.

### Auszeichnungen
- 1957 Ehrendoktorwürde der Universität Mainz